# گل آقا (دانشمند رایانه)
گل آقا یک استاد علوم کامپیوتر در دانشکده کامپیوتر دانشگاه ایلینوی در اربانا شمپین است که در سال ۱۹۸۶ میلادی مدرک دکترای خود را از دانشگاه میشیگان دریافت کرده‌است. او فلوی IEEE است و در سند، پاکستان متولد شد و پرورش یافت. او در ایلینوی چندین دختر و یک زن دارد و از بلوز و وگانیسم خوشش می‌آید.